# Ivan Ripper
Ivan Ripper [ivan riper] (* 24. srpna 1941) je bývalý slovenský fotbalový brankář.

## Vzdělání
Po ukončení studií na FTVS UK získal diplom trenéra I. třídy.

## Hráčská kariéra
Začínal v Bernolákovu, později hrál dorosteneckou ligu za bratislavský Slovan. Na vojně chytal druhou ligu za Duklu Brezno, od roku 1961 byl hráčem Lokomotívy Košice, za kterou si zachytal i v československé lize.

### Prvoligová bilance
| Ročník          | Zápasy | Góly | Minuty | Nuly | Klub              |
| --------------- | ------ | ---- | ------ | ---- | ----------------- |
| I. liga 1965/66 | 6      | 0    | 423    | 0    | Lokomotíva Košice |
| CELKEM          | 6      | 0    | 423    | 0    |                   |

## Trenérská kariéra
Po skončení hráčské kariéry se stal trenérem, působil převážně v Brezně.